# Véménd
Véménd is een plaats (község) en gemeente in het Hongaarse comitaat Baranya. Véménd telt 1674 inwoners (2001).